# 查基科查山
19°44′8″S 65°35′30″W / 19.73556°S 65.59167°W
查基科查山（Ch'aki Qucha），是玻利維亞的山峰，位於該國西南部波托西省利纳雷斯县，處於孔多里里山和塔拉科查湖東北面、哈通昆圖里里山東南面，屬於安第斯山脈中波托西山脈的一部分，海拔高度4,628米。